# Sev (sjö)
Sevsjön (armeniska: Սև լիճ: Sev litj, azeriska: Qaragöl; vilka båda betyder "svart", alltså (inofficiellt) "svartsjön" på bägge språken.) är en sjö i Azerbajdzjan och Armenien. Den ligger i den sydvästra delen av Azerbajdzjan, 300 km väster om huvudstaden Baku. Sevsjön ligger 2 657 meter över havet. Arean är 1,6 kvadratkilometer. Den sträcker sig 1,3 kilometer i nord-sydlig riktning, och 1,7 kilometer i öst-västlig riktning.
Trakten runt Sevsjön består i huvudsak av gräsmarker. Runt Sevsjön är det ganska glesbefolkat, med 42 invånare per kvadratkilometer.